# 克勞福德縣 (賓夕法尼亞州)
克勞福德縣（英語：Crawford County）是美国宾夕法尼亚州西北部的一個縣，西鄰俄亥俄州，面積2,688平方公里。根據2020年美國人口普查，共有人口83,938人。縣治米德維爾。該縣成立於1800年3月12日，縣名紀念北美殖民地戰爭和美國獨立戰爭時期軍人威廉·克勞福德。